# La Cruz (Colômbia)
La Cruz é um município da Colômbia, localizado no departamento de Nariño.